# Marco Storari
Marco Storari (* 7. Januar 1977 in Pisa) ist ein ehemaliger italienischer Fußballtorwart.

## Karriere
Storari spielte für den FC Messina, Ancona Calcio, die SSC Neapel, die AC Perugia und Montevarchi Calcio Aquila 1902. Ab der Winterpause der Saison 2006/07 war er bei der AC Mailand unter Vertrag. Dort hatte er einen Vertrag bis 2010. Im Sommer 2007 wurde er an die UD Levante ausgeliehen, verließ den Verein jedoch nach einem halben Jahr, um auf Leihbasis beim damaligen Tabellenletzten der Serie A, Cagliari Calcio anzuheuern. Zuvor hatten die Spanier die Gehälter der Spieler nicht mehr bezahlen können.
Im Sommer 2008 wurde Storari an den AC Florenz verliehen. 2009 spielte er wieder für eine Saison für die AC Mailand. Im Juni 2010 verpflichtete Juventus Turin Storari als langfristigen Ersatz für den verletzten Gianluigi Buffon. Er verdrängte Alexander Manninger von dessen Position als zweiter Torhüter und stand bis zur Genesung Buffons zwischen den Pfosten.
Nach fünf Jahren als Buffons Stellvertreter wechselte Storari im Juli 2015 ablösefrei zum Serie-A-Absteiger Cagliari Calcio. Mit Cagliari wurde er Meister der Serie B und schaffte so den sofortigen Wiederaufstieg in die Serie A.
Im Januar 2017 wechselte Storari zur AC Mailand.

## Erfolge

### AC Mailand
- UEFA Champions League: 2006/07

### Juventus Turin
- Italienische Meisterschaft: 2011/12, 2012/13, 2013/14, 2014/15
- Italienischer Supercup: 2012, 2013
- Italienischer Pokal: 2014/15

### Cagliari Calcio
- Italienische Zweitligameisterschaft: 2015/16